# 핸슨주의
핸슨주의(Hansonism) 또는 핸스니즘은 폴린 핸슨이 만든 사상으로 폴린 핸슨의 원 네이션의 사상이다.
우익 포퓰리즘으로 평가되는 경우가 많으며
원주민 우대는 역인종차별이라고 주장한다. 다문화주의에 반대한다. 